# Кыш-Абад
Кыш-Абад (кирг. Кыш-Абад) — село в Кара-Сууском районе Ошской области Кыргызстана. Входит в состав Отуз-Адырского айылного аймака.

## География
Село расположено в северо-западной части области, на расстоянии приблизительно 6 километров (по прямой) к юго-востоку от города Кара-Суу, административного центра района. Абсолютная высота — 873 метра над уровнем моря.

## Население
Согласно оценочным данным Национального статистического комитета Кыргызской Республики, численность населения села на начало 2023 года составляла 2517 человек.
| год     | 2009 | 2014 | 2015 | 2020 | 2021 | 2023 |
| ------- | ---- | ---- | ---- | ---- | ---- | ---- |
| человек | 2042 | 2270 | 2316 | 2405 | 2430 | 2517 |